# جون هانسن (لاعب كرة قدم دانمركي)
جون هانسن (بالدنماركية: John Hansen)‏ (14 سبتمبر 1974 بالدنمارك - ) هو مدرب كرة قدم ولاعب كرة قدم دانمركي في مركز الوسط. لعب مع كامبريدج يونايتد ونادي أودنسه ونادي إيسبيرغ.

## وصلات خارجية
- جون هانسن على موقع قاعدة بيانات كرة القدم.إي يو (الإنجليزية)
- جون هانسن على موقع Soccerbase.com (لاعب) (الإنجليزية)